# Vega de Viejos
Vega de Viejos, o La Vega de los Viejos (La Veiga de Vieḷḷus en patsuezu), es una localidad española perteneciente al municipio de Cabrillanes y comarca de Babia, en la provincia de León, comunidad autónoma de Castilla y León.

## Geografía

### Ubicación
| Noroeste: Lumajo              | Norte: Meroy             | Noreste: Meroy               |
| Oeste: Sosas de Laciana       |                          | Este: Lago de Babia          |
| Suroeste Villaseca de Laciana | Sur: Piedrafita de Babia | Sureste: Piedrafita de Babia |

## Demografía
Evolución de la población
| Gráfica de evolución demográfica de Vega de Viejos entre 2000 y 2021 |
|                                                                      |
| Población de derecho (2000-2017) según el padrón municipal del INE   |